# Somethin' Groovy!
| Recensione | Giudizio |
| ---------- | -------- |
| AllMusic   |          |

Somethin' Groovy! è un album della cantante statunitense Peggy Lee, pubblicato dalla casa discografica Capitol Records nel settembre del 1967.

## Tracce

### LP
Lato A
1. Somethin' Stupid – 2:31 (Carson Parks) – Registrato il 9 giugno 1967 al "Capitol Tower", Hollywood, California
2. Makin' Whoopee – 4:20 (testo: Gus Kahn – musica: Walter Donaldson) – Registrato il 9 giugno 1967 al "Capitol Tower", Hollywood, California
3. You Must Have Been a Beautiful Baby – 1:50 (testo: Johnny Mercer – musica: Harry Warren) – Registrato l'8 giugno 1967 al "Capitol Tower", Hollywood, California
4. I Can Hear the Music – 1:56 (testo: Spence Maxwell – musica: Gene DiNovi) – Registrato il 10 giugno 1967 al "Capitol Tower", Hollywood, California
5. It Might as Well Be Spring – 1:46 (testo: Oscar Hammerstein II – musica: Richard Rodgers) – Registrato il 10 giugno 1967 al "Capitol Tower", Hollywood, California
6. Two for the Road – 2:47 (testo: Leslie Bricusse – musica: Henry Mancini) – Registrato il 9 giugno 1967 al "Capitol Tower", Hollywood, California

Lato B
1. Release Me – 2:54 (Eddie Miller, Robert Yount, Dub Williams) – Registrato l'8 giugno 1967 al "Capitol Tower", Hollywood, California
2. I Can Sing a Rainbow – 2:25 (Arthur Hamilton) – Registrato il 10 giugno 1967 al "Capitol Tower", Hollywood, California
3. No Fool Like an Old Fool – 2:41 (testo: Joseph McCarthy – musica: Joseph Meyer) – Registrato l'8 giugno 1967 al "Capitol Tower", Hollywood, California
4. Love Is Here to Stay – 2:46 (testo: Ira Gershwin – musica: George Gershwin) – Registrato il 9 giugno 1967 al "Capitol Tower", Hollywood, California
5. I'm Gonna Get It – 2:49 (testo: Peggy Lee – musica: George Romanis) – Registrato il 6 giugno 1967 al "Capitol Tower", Hollywood, California

## Musicisti
- Peggy Lee – voce
- Lou Levy – pianoforte
- Ralph Carmichael – direzione orchestra
- Toots Thielemans – chitarra, armonica
- Dennis Budimir – chitarra (brani: "Somethin' Stupid", "Makin' Whoopee", "Two for the Road", "Love Is Here to Stay")
- Mundell Lowe – chitarra (brani: "Somethin' Stupid", "Makin' Whoopee", "Two for the Road", "Love Is Here to Stay")
- Max Bennett – contrabbasso (brani: "Somethin' Stupid", "Makin' Whoopee", "Two for the Road", "Love Is Here to Stay")
- John Guerin – percussioni (brani: "Somethin' Stupid", "Makin' Whoopee", "Two for the Road", "Love Is Here to Stay")
- Altri musicisti non accreditati

Note aggiuntive
- David Cavanaugh – produttore [3]